# Engeltrude d'Orleans
Engeltrude d'Orleans (825/30 – prima dell'878) fu contessa consorte del Valais, in quanto moglie del conte Bosone, per alcuni anni dall'855,.

## Origine
Figlia del conte d'Orléans, Matfrid I, di cui non si conoscono gli ascendenti e della moglie di cui non si conoscono né il nome né gli ascendenti.

## Biografia
Engeltrude d'Orleans, tra l'845 e l'850, sposò un figlio di Bosone il Vecchio, un duca dei Franchi, conte del Valais, conte di Arles ed anche conte in Italia, anche lui di nome Bosone (820/5-874/8), che, nell'855, sarebbe subentrato al padre come conte del Valais.
Secondo gli Annales Fuldenses, Engeltrude dopo diversi anni di matrimonio abbandonò il marito e, nell'863 ,dopo aver vagabondato per sette anni, con il suo seguito, per il suo comportamento arrogante, fu colpita da anatema.
Secondo il cronista Reginone, Engeltrude, che dopo aver lasciato il marito, nell'866, si era unita (divenendo bigama) con un suo vassallo di nome Wangran, fu scomunicata dal papa Nicola I.
Recatasi in Gallia la scomunica gli fu confermata; allora fu raggiunta da vescovo Arsenio, che in presenza di testimoni la obbligò ad un giuramento di ravvedimento, per poterla riammettere nell'ambito della chiesa.
Ma Engeltrude non tenne fede alla promessa fatta e la scomunica fu mantenuta.
Non si conosce l'anno della morte, ma doveva già essere morta, nell'878, data in cui le due figlie reclamarono l'eredità materna.

## Figli
Engelberga diede a Bosone due figlie:
- di cui non si conoscono i nomi e che, secondo l'Index Chronologicus del tomus IX del Rerum Gallicarum et Francicarum Scriptores cercarono di ottenere i beni della madre, che non gli erano stati consegnati (erano invece andati al fratellastro, Goffredo)[6]. della cosa si interessò anche il papa Giovanni VIII, con tre lettere, una a Ludovico II il Germanico[7], la seconda a Liutberto, arcivescovo di Magonza[8] e la terza al cugino degli interessati, Matfrid II[9].

Mentre a Wangran diede un figlio:
- Goffredo, che ebbe contrasti con le sorellastre[6][7][8][9].

### Fonti primarie
- (LA)  Monumenta Germanica Historica, tomus I.
- (LA)  Rerum Gallicarum et Francicarum Scriptores, tomus IX.
- (LA)  Monumenta Germaniae Historica, Epistolae, Epistolae Karolini aevi V, tomus VII.

### Letteratura storiografica
- René Poupardin, I regni carolingi (840-918), in «Storia del mondo medievale», vol. II, 1999, pp. 583–635
- Louis Halphen, Il regno di Borgogna, in «Storia del mondo medievale», vol. II, 1999, pp. 807–821